# Mentuhotep II
Nebhepetra Mentuhotep, o Mentuhotep II, fue un faraón de la dinastía XI de Egipto; gobernó unos cincuenta años, aproximadamente entre c. 2061-2010 a. C., y es considerado por los historiadores el fundador del Imperio Medio de Egipto.

## Biografía
Sucedió a su padre, Intef III. Su nombre de nacimiento significa 'Montu está satisfecho’. Fue coronado como Nebhepetra (‘señor timonel de Ra’), aunque durante su mandato cambió en tres ocasiones de titulatura. 
Emprendió la guerra para unificar bajo su mando todo Egipto, sofocó la revuelta del nomo tinita, depuso al nomarca de Sauty (Asiut), expulsó a los beduinos asiáticos, que intentaban invadir el Delta del Nilo, y convirtió a Uaset (Tebas) en la capital política del reino.
Tras la unificación del país restableció la autoridad real. Emprendió una política de fuerte centralización y dispondrá de un grupo de altos funcionarios, de total confianza, para controlar la administración central y provincial: reapareció el cargo de chaty, el cual dirigía el poder central, y surgió el cargo de gobernador del Norte, que compartía mando con el gobernador del Sur y el gobernador de los Desiertos del Este. 
Recompensó a los nomarcas fieles, y como fueron respetados por el rey se consideraban verdaderos señores de sus territorios, pues conservaban sus privilegios y seguían actuando con gran autonomía, aunque nominalmente reconocieran al faraón como gobernante absoluto e hijo de Ra.
La situación económica prosperó, sobre todo en el Alto Egipto.

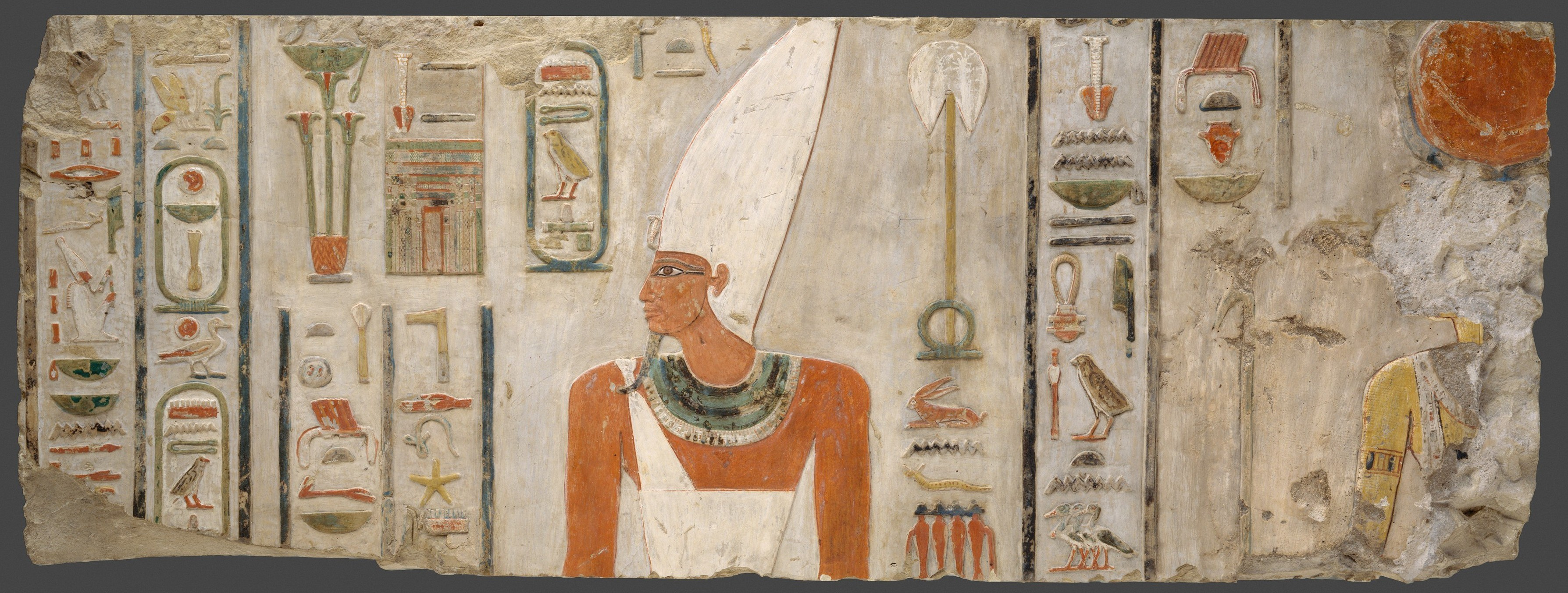
Mentuhotep II. Bajorrelieve.

Luchó contra los libios del desierto occidental y contra los nómadas del Sinaí, asegurándose el dominio de la región del Sinaí, y la explotación de sus minas; también reabrió las rutas de caravanas hacia el mar Rojo. Organizó campañas en Nubia hasta la región de Uauat y estableció el control hasta la Segunda Catarata. Consolidó las fronteras del Delta del Nilo y Nubia. 
A su muerte fue enterrado en el templo mausoleo construido en Deir el-Bahari.

## Testimonios de su época
Mentuhotep prosiguió con los trabajos de restauración en Elefantina, iniciados por Intef III. En Abidos edificó los anexos del templo de Osiris. Embelleció los templos del dios Montu en Tod y Armant.
Edificaciones

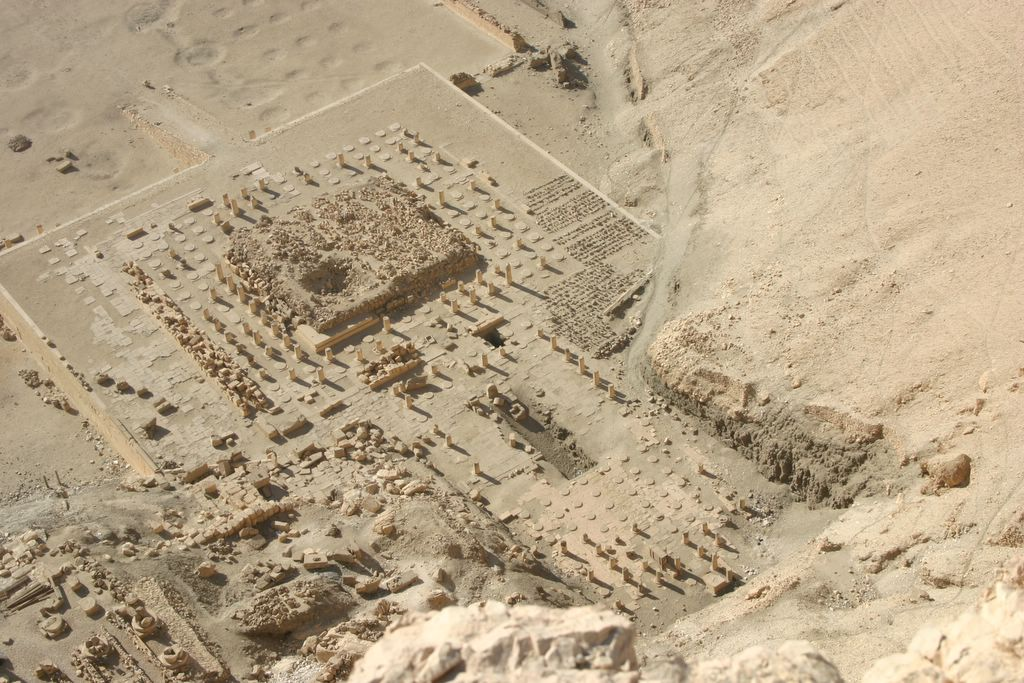
Restos del templo funerario de Mentuhotep II construido en Deir el-Bahari.

- Templo mausoleo erigido en Deir el-Bahari
- Reconstrucción del templo de Satet en Elefantina
- Edificio del templo de Montu en Tod

Su nombre se ha encontrado grabado en
- Inscripción en una roca, cerca de Asuán (Flinders Petrie)
- Inscripción en una roca, en Shatt er-Rigal (Flinders Petrie)
- Bloques del templo en Nejab (El-Kab)
- Bloques del templo funerario, de Deir El-Bahari (Museo Petrie)
- Bloques de Dendera (Museo Petrie)

## Titulatura
Al acceder al mando
| Titulatura | Jeroglífico | Transliteración (transcripción) - traducción - (referencias) |

| G5 |

| G5 |

| S29 | S34 | F34 · N16 · N16 |

| S29 | S34 | F34 · N16 · N16 |

| S29 | S34 | F34 · N16 · N16 |

| S29 | S34 | F34 · N16 · N16 |

| G5 |

| G5 |

| S29 | S34 | F34 · N16 · N16 |

| S29 | S34 | F34 · N16 · N16 |

| S29 | S34 | F34 · N16 · N16 |

| S29 | S34 | F34 · N16 · N16 |

| G39 | N5 | Y5 · n · V13 | w | R4 · t · p | A1 |

| G39 | N5 | Y5 · n · V13 | w | R4 · t · p | A1 |

Después de vencer a los gobernantes tinitas (Abidos)
| G5 |

| G5 |

| R8 | S2 |

| R8 | S2 |

| R8 | S2 |

| R8 | S2 |

| G5 |

| G5 |

| R8 | S2 |

| R8 | S2 |

| R8 | S2 |

| R8 | S2 |

| G16 |

| G16 |

| R8 | S2 |

| R8 | S2 |

| G16 |

| G16 |

| R8 | S2 |

| R8 | S2 |

| ra · nb | Aa5 |

| ra · nb | Aa5 |

| ra · nb | Aa5 |

| ra · nb | Aa5 |

| ra · nb | Aa5 |

| ra · nb | Aa5 |

| ra · nb | Aa5 |

| ra · nb | Aa5 |

| ra · nb | Aa5 |

| ra · nb | Aa5 |

| ra · nb | Aa5 |

| ra · nb | Aa5 |

| ra · nb | Aa5 |

| ra · nb | Aa5 |

| ra · nb | Aa5 |

| ra · nb | Aa5 |

|                   |    |              |   |            |
| \| \| \| \| \| \| |    |              |   |            |
|                   |    |              |   |            |
| G39               | N5 | Y5 · n · V13 | w | R4 · t · p |

| G39 | N5 | Y5 · n · V13 | w | R4 · t · p |

|                   |    |              |   |            |
| \| \| \| \| \| \| |    |              |   |            |
|                   |    |              |   |            |
| G39               | N5 | Y5 · n · V13 | w | R4 · t · p |

| G39 | N5 | Y5 · n · V13 | w | R4 · t · p |

|                   |    |              |   |            |
| \| \| \| \| \| \| |    |              |   |            |
|                   |    |              |   |            |
| G39               | N5 | Y5 · n · V13 | w | R4 · t · p |

| G39 | N5 | Y5 · n · V13 | w | R4 · t · p |

|                   |    |              |   |            |
| \| \| \| \| \| \| |    |              |   |            |
|                   |    |              |   |            |
| G39               | N5 | Y5 · n · V13 | w | R4 · t · p |

| G39 | N5 | Y5 · n · V13 | w | R4 · t · p |

Después de unificar las Dos Tierras (Egipto)
| Titulatura | Jeroglífico | Transliteración (transcripción) - traducción - (referencias) |

| G5 |

| G5 |

| F36 | N16 · N16 |

| F36 | N16 · N16 |

| F36 | N16 · N16 |

| F36 | N16 · N16 |

| G5 |

| G5 |

| F36 | N16 · N16 |

| F36 | N16 · N16 |

| F36 | N16 · N16 |

| F36 | N16 · N16 |

| G16 |

| G16 |

| F36 | N16 · N16 |

| F36 | N16 · N16 |

| G16 |

| G16 |

| F36 | N16 · N16 |

| F36 | N16 · N16 |

| G8 |

| G8 |

| N29 | S9 |

| N29 | S9 |

| G8 |

| G8 |

| N29 | S9 |

| N29 | S9 |

| ra · nb | P8 |

| ra · nb | P8 |

| ra · nb | P8 |

| ra · nb | P8 |

| ra · nb | P8 |

| ra · nb | P8 |

| ra · nb | P8 |

| ra · nb | P8 |

| ra · nb | P8 |

| ra · nb | P8 |

| ra · nb | P8 |

| ra · nb | P8 |

| ra · nb | P8 |

| ra · nb | P8 |

| ra · nb | P8 |

| ra · nb | P8 |

| Y5 · n · V13 | G43 | R4 · X1 · Q3 |

| Y5 · n · V13 | G43 | R4 · X1 · Q3 |

| Y5 · n · V13 | G43 | R4 · X1 · Q3 |

| Y5 · n · V13 | G43 | R4 · X1 · Q3 |

| Y5 · n · V13 | G43 | R4 · X1 · Q3 |

| Y5 · n · V13 | G43 | R4 · X1 · Q3 |

| Y5 · n · V13 | G43 | R4 · X1 · Q3 |

| Y5 · n · V13 | G43 | R4 · X1 · Q3 |

| Y5 · n · V13 | G43 | R4 · X1 · Q3 |

| Y5 · n · V13 | G43 | R4 · X1 · Q3 |

| Y5 · n · V13 | G43 | R4 · X1 · Q3 |

| Y5 · n · V13 | G43 | R4 · X1 · Q3 |

| Y5 · n · V13 | G43 | R4 · X1 · Q3 |

| Y5 · n · V13 | G43 | R4 · X1 · Q3 |

| Y5 · n · V13 | G43 | R4 · X1 · Q3 |

| Y5 · n · V13 | G43 | R4 · X1 · Q3 |